# Eucorydia ornata
Eucorydia ornata är en kackerlacksart som först beskrevs av Henri Saussure 1864.  Eucorydia ornata ingår i släktet Eucorydia och familjen Polyphagidae. Inga underarter finns listade i Catalogue of Life.